# Johnnie Bassett
Johnnie Bassett (* 9. Oktober 1935 in Marianna, Florida; † 4. August 2012 in Detroit) war ein US-amerikanischer Blues- und Jazz-Musiker (Gitarre, Gesang) und Songwriter, der in Detroit als „Gentleman of the Blues“ bezeichnet wurde.
Bassett kam 1944 mit seiner Familie nach Detroit; während seiner Schulzeit an der Northwestern High School bekam er von seinem Bruder seine erste Gitarre. Als Jugendlicher trat er in Talentshows, Theatern und Nachtclubs mit seinem Schulfreund Joe Weaver auf, die gemeinsame Band nannten sie Joe Weaver & The Blue Notes. Eine erste Schallplatte entstand im Hinterraum eines Schallplattenladens in der Hastings Street; der Song 15:40 Special erschien auf dem Label Deluxe, später bei King Records. Mitte der 1950er Jahre hatten Bassett and the Blue Notes ein Engagement in der Frolic Showbar in der Basin Street East, wo sie auch Gelegenheit hatten, die R&B-Sängerin Dinah Washington zu begleiten. Ende des Jahrzehnts war er als Sessionmusiker für Smokey Robinson & the Miracles tätig, außerdem für das Detroiter Label Fortune Records. Er spielte in Detroit auch mit John Lee Hooker, Little Willie John und Nolan Strong.
Nach Ableistung des Militärdienstes lebte Bassett Anfang der 1960er Jahre in Seattle, wo er auch dem jungen Jimi Hendrix begegnete. Anfang der 1990er Jahre spielte er mit R. J. Spangler, mit dem er 1991 auf dem Montreux Detroit Jazz Festival gastierte. Zusammen gründeten sie die Formation Blues Insurgents. Erst in den Jahren vor seinem Tod hatte er Gelegenheit für weitere Aufnahmen; für das Label Sly Dog nahm er 2009 das Album The Gentleman is Back auf, mit einer Coverversion von der Ray-Charles-Nummer Georgia On My Mind. Kurz vor seinem Tod Anfang August 2012 im Detroiter St. John Hospital erschien noch sein Album I Can Make That Happen.

## Diskographische Hinweise
- Johnnie Bassett &  The Blues Insurgents – I Gave My Life to the Blues (Black Magic Records, 1996)
- Johnnie Bassett – Bassett Hound (Fedora, 1997)
- Joe Weaver and His New Blue Note Orchestra Featuring Johnnie Bassett – Baby I Love You So (Black Magic Records, 1999)
- Johnnie Bassett & The Blues Insurgents – Party My Blues Away (Cannonball, 1999)